# マニクアガン湖
マニクアガン湖（フランス語: réservoir Manicouagan / lac Manicouagan）はカナダのケベック州中部にある、面積1,942km2のダム湖である。ルネ・ルヴァスール島とその最高点バベル山を取り囲む輪の形をしている。この地形は約2億1400万年前に地球に衝突した直径5kmの隕石により形成されたと考えられている。湖と中心の島は宇宙からもはっきりと見ることができ、「ケベックの目」とも呼ばれる。湖容積は35.2km3。

## 地理
カナダ・ケベック州のコート・ノール地域マニクアガン郡の中心都市ベ・コモの北約300kmに位置する。ただし最北部はカニアピスコ郡に含まれる。ケベック州道389号線が東岸を走る。
クレーターは直径100kmほどの多重リング構造をしており、うちダム湖は直径70kmに及ぶ。湖もリング状になっているのが特徴的で、輪の内側を占める台地の島がルネ・ルヴァスール島である。島の最高峰はバベル山で高さは海抜952m、湖水面からの比高で590mである。島の中央部はルイ・バベル自然保護区となっている。
マニクアガン湖から南のサン＝ローラン川まで至る広大な地域は「マニクアガン・ウアピシュカ生態系保護区」をなし、一帯にはクレーター、氷河地形および太古の海底地形があり、塩性湿地、森林および水域にはトナカイ、ピューマ、イイズナ、コミミズク、イヌワシ、クズリ、シロイルカなどが生息している。2007年にユネスコの生物圏保護区に指定された。

## マニクアガン・クレーター

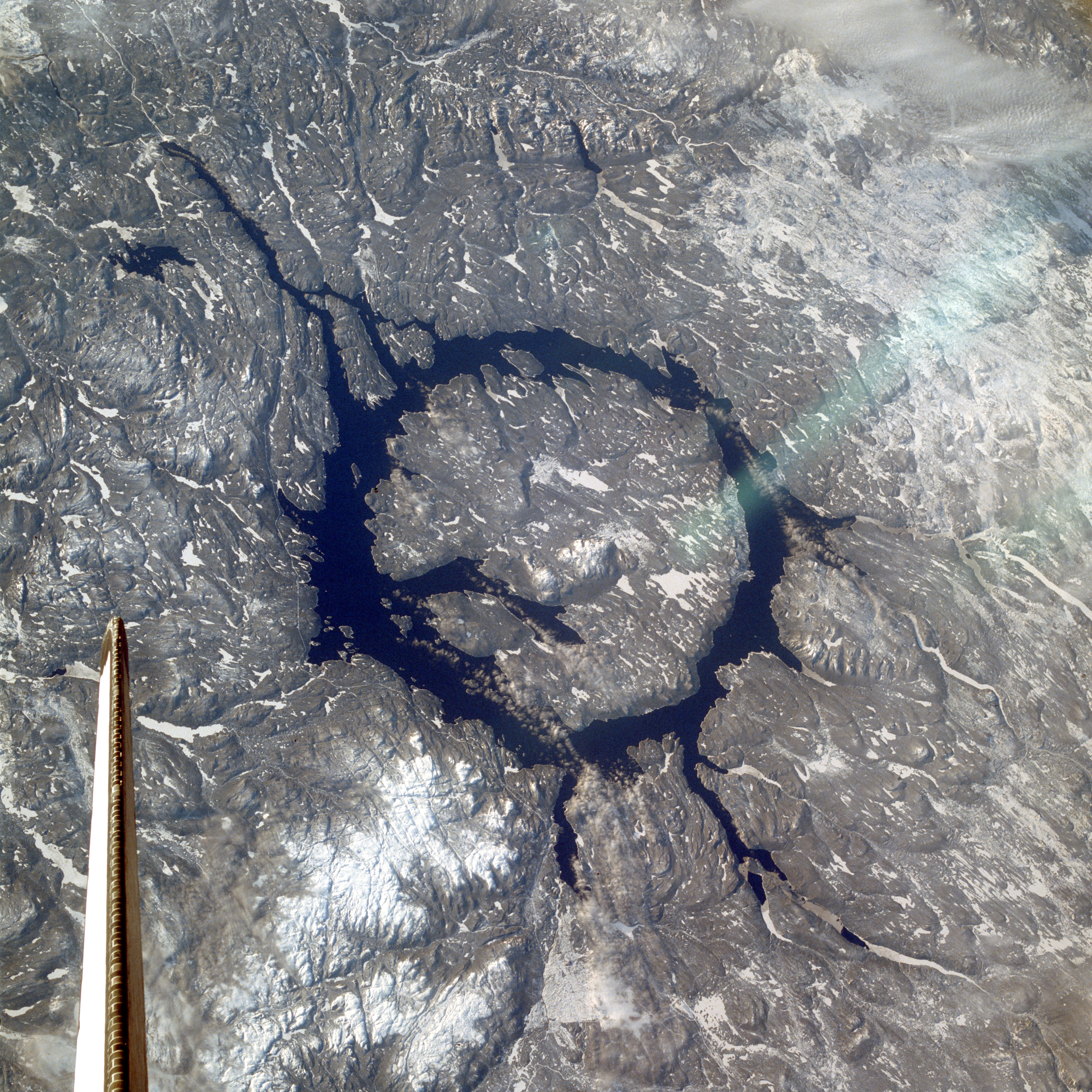
スペースシャトルから見た冬季のクレーター（右下が北）

マニクアガン湖は古い浸食されたインパクトクレーター跡の中にある。クレーターを作ったのは直径5kmの小惑星の衝突で、当初は100kmほどのクレーターを形成したが、浸食と堆積のため現在見られる部分は直径約72kmに縮小している。縁から縁までの直径基準で、確認されている中では地球で6番目に大きなインパクトクレーターである。バベル山はクレーターの中央丘が衝突後のアイソスタシーで隆起したものと考えられる。
このクレーターは知られているインパクトクレーターの中でも最古級で、研究によれば衝突年代は214±1Ma前（1Maは100万年）である。これは三畳紀終焉の12±2Ma前であり、衝突が三畳紀末の大量絶滅をもたらしたわけではない。

### 連鎖クレーター説
マニクアガン・クレーターを形成した小惑星の衝突が、フランス・ロシュシュアールのロシュシュアール・クレーター、マニトバ州のセイント・マーティン・クレーター、ウクライナのオボローニ・クレーター、ノースダコタ州のレッド・ウィング・クレーターを作った小惑星連続落下の一つではないかという説がある。シカゴ大学の地球物理学者デイヴィッド・ロウリー、ニューブランズウィック大学のジョン・スプレイ、オープン大学のシモン・ケリーが、5つのクレーターが一本の線をなす様に分布していることを指摘し、1994年に詳細な観測が行われたシューメーカー・レヴィ第9彗星の木星への衝突時と同様に小惑星または彗星が空中分解して次々と衝突したのではないかとしている。

## 水力発電

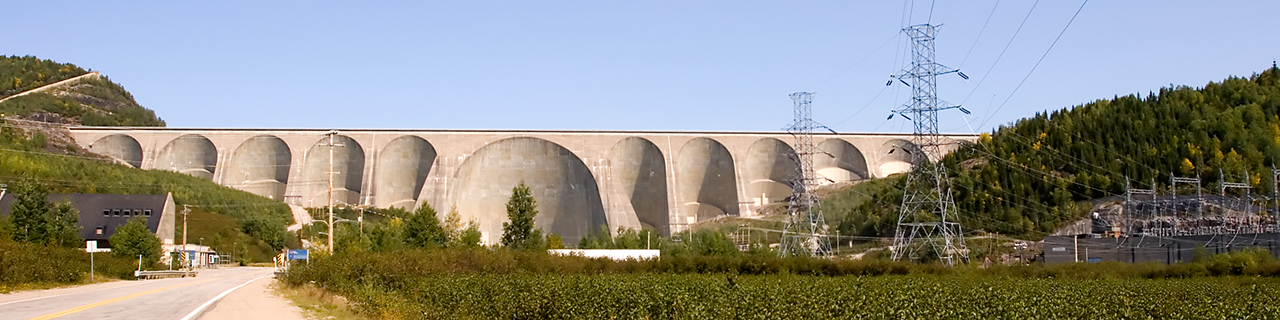
ダニエル・ジョンソン・ダム

マニクアガン湖が現在の姿になったのは1960年代で、ダニエル・ジョンソン・ダムの建設に伴い、クレーター中央台地の西側にあったムシャラガン湖および東側にあったマニクアガン湖（旧）をつなげる形でダム湖が造られた。この工事は州営電力事業体のイドロ・ケベックによるマニクアガン川・ウタルド川流域の巨大水力発電プロジェクト、マニク・ウタルド計画の一環であった。
湖は巨大な取水庭として働いており、下流のジャン・ルザージュ発電所（マニク2）、ルネ・レヴェスク発電所（マニク3）、ダニエル・ジョンソン・ダム発電所（マニク5）に給水している。冬のピーク時には州内の莫大な暖房需要に応えるためにタービンが常時フル稼働するので湖水面は概して低下する。夏にニューイングランド方面で熱波が到来した時にも、イドロ・ケベックがニューイングランドの地域共同送電網やその他の公共事業体に売電を行うため水面が下がる。